# Simone Verdi
Simone Verdi (* 12. Juli 1992 in Broni) ist ein italienischer Fußballspieler. Aktuell steht er bei Como 1907 unter Vertrag und ist an die US Sassuolo Calcio ausgeliehen.

## Karriere

### Verein
Verdi begann seine Karriere beim AC Mailand. 2009 stand er erstmals im Profikader. 2011 wechselte er zum Zweitligisten FC Turin. Sein Debüt gab er am 1. Spieltag 2011/12 gegen Ascoli Calcio 1898. Mit Turin stieg er 2012 in die erste Liga auf. Sein Erstligadebüt gab er am 6. Spieltag 2012/13 gegen Atalanta Bergamo. Im Januar 2013 wurde er an den Zweitligisten SS Juve Stabia ausgeliehen. Im Sommer 2013 wurde er an den Zweitligisten FC Empoli weiterverliehen. Zu Saisonende stieg er mit Empoli in die erste Liga auf. Im Sommer 2014 wurde er wieder an den jetzigen Ligakonkurrenten Empoli ausgeliehen. Im Sommer 2015 wechselte er zum Ligakonkurrenten AC Mailand, wurde jedoch nach Spanien zum Erstligisten SD Eibar transferiert. Sein Debüt gab er am 4. Spieltag 2015/16 gegen Atlético Madrid. Im Februar 2016 wurde sein Leihvertrag in Eibar aufgelöst und er wurde an den FC Carpi weiterverliehen. 2016 wechselte Verdi zum FC Bologna, 2018 zur SSC Neapel. Nach nur einem Jahr in Neapel wurde er im September 2019 an seinen ehemaligen Verein FC Turin ausgeliehen, der ihn nach einjähriger Leihe im Sommer 2020 fest verpflichtete. Dort erhielt er einen Vertrag bis 2023. Im Januar 2022 wurde der Italiener bis Saisonende an US Salernitana ausgeliehen. Im Sommer 2022 wurde er erneut innerhalb der Serie A zu Hellas Verona verliehen. Nach der Leihe wechselte Verdi im Sommer 2023 zu Como 1907 in die Serie B. Mit dem Verein gelang ihm in der Spielzeit 2023/24 der Aufstieg in die Serie A, doch in der 1. Liga spielte er nur noch selten für Como. Anfang Februar 2025 wechselte er per Leihe zurück in die Serie B zur US Sassuolo Calcio.

### Nationalmannschaft
Verdi spielte von 2010 bis 2011 in der U19-Nationalmannschaft Italiens und von 2014 bis 2015 in der U21-Nationalmannschaft. Im September 2017 debütierte Verdi gegen die Niederlande für die A-Nationalmannschaft und gehörte in der Folge zum Kader der Squadra Azzurra. Sein viertes und bisher letztes Länderspiel bestritt er im Juni 2018 erneut gegen die Niederlande. Seitdem wurde er nicht mehr berücksichtigt.

## Erfolge
- Aufstieg in die Serie A (3): 2011/12 (FC Turin), 2013/14 (FC Empoli), 2023/24 (Como 1907)
- Italienischer Zweitligameister: 2024/25 (US Sassuolo Calcio)